# 品川区立伊藤小学校
品川区立伊藤小学校（しながわくりつ いとうしょうがっこう）は、東京都品川区西大井五丁目にある公立小学校。

## 概要
1936年4月1日、東京市伊藤尋常小学校として開校。校名は明治の元勲である伊藤博文に由来し、学区域に墓所がある。学校のある旧町名も大井伊藤町であった。
太平洋戦争中、空襲により校舎が全焼した。終戦後は、校庭に仮設の簡易住宅が建てられていた時期があった。この時の状態はgoo地図の1947年（昭和22年）の航空写真で確認できる。
1971年には、併設の品川区立伊藤幼稚園が開園し、以来小学校との交流を進めている。
品川区の他の小・中学校と同様に、小中一貫教育を推進している。施設分離型連携校は、品川区立冨士見台中学校、品川区立上神明小学校。2011年度より施設分離型一貫校として冨士見台中学校と小中一貫教育を進める。

### 校地と校舎
- 敷地 9465㎡
- 付属建物 19㎡
- 運動場 4734㎡
- 体育館（講堂） 862㎡
- 校舎（鉄筋） 4159㎡
- プール 7m×25m

### 併設施設
- すまいるスクール伊藤
- 品川区立伊藤幼稚園

## 教育目標
- 元気で明るい子ども
- 情操豊かで、うるおいのある子ども
- 進んで学習し、よく考えてやりぬく子ども
- きまりを守り、心から協力する子ども

### 教育活動
- 少人数・習熟度別学習

各児童の学習がスムーズに行えるようにしている。
単元の始めには、既習事項を復習する時間を設定している。
- ステップアップ学習

国語と算数の基礎・基本となる学力の定着を図っている。
- 伊藤タイム

学習の基礎となる「読み・書き・計算」の力をや培う。
- 読書指導

図書館スタッフによる読み聞かせ。
- 茶道

礼儀作法を学ぶ。
- 幼保小の連携

施設内の伊藤幼稚園や伊藤保育園の園児との交流。
- セーフティ教室

安全に生活するための基本を学ぶ。
- たてわり班活

1年生から6年生のたてのつながりを大切にする。
- 食育の推進
- 着衣泳
- ボランティア清掃
- ゲストティーチャー

## 小中一貫教育目標
2010年（平成22年度）より、小中一貫連携校である3校の統一教育目標を制定。
- 考える人を育てる
- 思いやる人を育てる
- 実現する人を育てる

## 沿革
- 1936年4月1日 - 東京市伊藤尋常小学校（当時の写真）
- 1937年4月10日 - 開校記念日と決定
- 1941年4月1日 - 東京市伊藤国民学校と校名変更
- 1944年8月14日 - 学童集団疎開
- 1945年
  - 3月12日 - 第2次学童集団疎開
  - 5月11日 - 第3次学童集団疎開
  - 5月24日 - 午前2時空襲により校舎全焼
  - 10月22日 - 疎開学童、原国民学校に復帰
  - 11月1日 - 国民学校において二部授業開始
- 1947年4月1日 - 東京都品川区立伊藤小学校と校名変更
- 1943年6月12日 - 校舎落成
- 1949年3月 - 校庭の簡易住宅取り壊し移転開始
- 1956年
  - 9月1日 - 増改築校舎落成
  - 10月1日 - 校旗・校歌制定
  - 10月27日 - 校舎落成式挙行
- 1962年
  - 3月31日 - 体育館落成
  - 5月10日 - 体育館落成式挙行
- 1969年3月 - 鉄筋校舎第一期工事完了
- 1970年4月 - 鉄筋校舎第二期工事完了
- 1971年
  - 3月31日 - 品川区立伊藤幼稚園園舎完成
  - 4月20日 - 伊藤幼稚園開園式
- 1975年7月 - 鉄筋校舎第三期工事完成
- 1976年10月1日 - 自然観察池，岩石山，水田の設置
- 1977年5月12日 - 校舎改築落成記念式挙行
- 1986年3月19日 - 伊藤小音頭制定
- 2003年9月22日 - すまいるスクール伊藤開校式